# Alain Gouaméné
Alain Gouaméné (Gagnoa, 15 juni 1966) is een voormalig Ivoriaans profvoetballer, die speelde als doelman en later het trainersvak instapte. Hij had meerdere Ivoriaanse nationale jeugdselecties onder zijn hoede.

## Clubcarrière
Gouaméné sloot zijn loopbaan in 2000 af bij de Franse club Toulouse FC, na eerder de kleuren te hebben verdedigd van ASEC Mimosas, Raja Casablanca en AS Trouville-Deauville.

## Interlandcarrière
Gouaméné debuteerde in 1987 in het Ivoriaans nationaal elftal en speelde in totaal 42 officiële interlands. Hij won in 1992 met zijn vaderland het toernooi om de Afrika Cup door in de finale Ghana na strafschoppen (11-10) te verslaan. Zijn voornaamste concurrent bij "De Olifanten" was Losseni Konaté. Gouaméné nam vijfmaal deel aan de strijd om de Afrika Cup.

## Erelijst
ASEC Mimosas
- Première Division

1990, 1991, 1993, 1994
- Beker van Ivoorkust

1990